# Super Mario Sunshine
Super Mario Sunshine – konsolowa gra platformowa wyprodukowana przez Nintendo EAD.

## Fabuła
Mario, Peach, Toadsworth wraz z grupą Toadów lecą na wakacje do Wyspy Delfino (Isle Delfino). Gdy dolatują na miejsce widzą maź. Tu z pomocą przychodzi FLUDD (Flash Liquidizer Ultra Dousing Device), jeden z wynalazków Profesora Elvina Gadda. Mario zostaje oskarżony w sądzie przez mieszkańców wyspy za to, że cała wyspa jest ubrudzona i zostaje aresztowany. Wyrokiem sądowym jest posprzątać całą wyspę. Mario i FLUDD muszą zebrać Shine Sprite'y czyli słoneczka które rozświetlą cała wyspę (odpowiednik gwiazdek z Super Mario 64). Prawdziwym przestępcą podobnym do Maria jest Shadow Mario. Uciekając przed Mario, otwiera on przejścia do kolejnych etapów. W późniejszej fazie gry okazuje się, że Shadow Mario to w rzeczywistości Bowser Jr., syn Bowsera który ucieka żeby dowiedzieć się czy księżniczka Peach jest jego matką. 